# مارتين فيراندو
مارتين فيراندو (بالإسبانية: Rodolfo Martín Ferrando)‏ هو لاعب كرة قدم أوروغواياني، ولد في 12 يناير 1979 في سالتو في الأوروغواي. لعب مع مونتيفيديو واندررز ونادي ليفربول.

## وصلات خارجية
- مارتين فيراندو على موقع قاعدة بيانات كرة القدم.إي يو (الإنجليزية)